# 长木站
长木站（英語：Longwood station）是马萨诸塞州波士顿轻轨绿线D支线车站。车站位于布鲁克莱恩的礼拜堂街，长木大道北侧。车站在长木医学区西端，主要服务于芬威附近学院及布鲁克莱恩居民区。长木站于1959年7月4日开通，2009年车站翻新维修之后，车站变为无障碍车站。

## 历史

### 历史车站
1848年4月10日，波士顿伍斯特铁路公司开通一条新铁路线，从布鲁克莱恩交汇口至布鲁克莱恩村站。当时，在长木大道南侧设有长木站。1852年11月，查尔斯河支线铁路公司将线路延长至牛顿上瀑布站，1853年6月延伸至尼德姆站。
1861年，希尔斯教堂竣工，1868年救主教堂竣工。随后在卡尔顿街设立了礼拜堂站。波士顿至奥尔巴尼铁路公司在1883年2月买回了这条铁路线，同时也买了一部分纽约至新英格兰铁路。1886年5月16日，高地支线客运服务开通。

### 车站合并

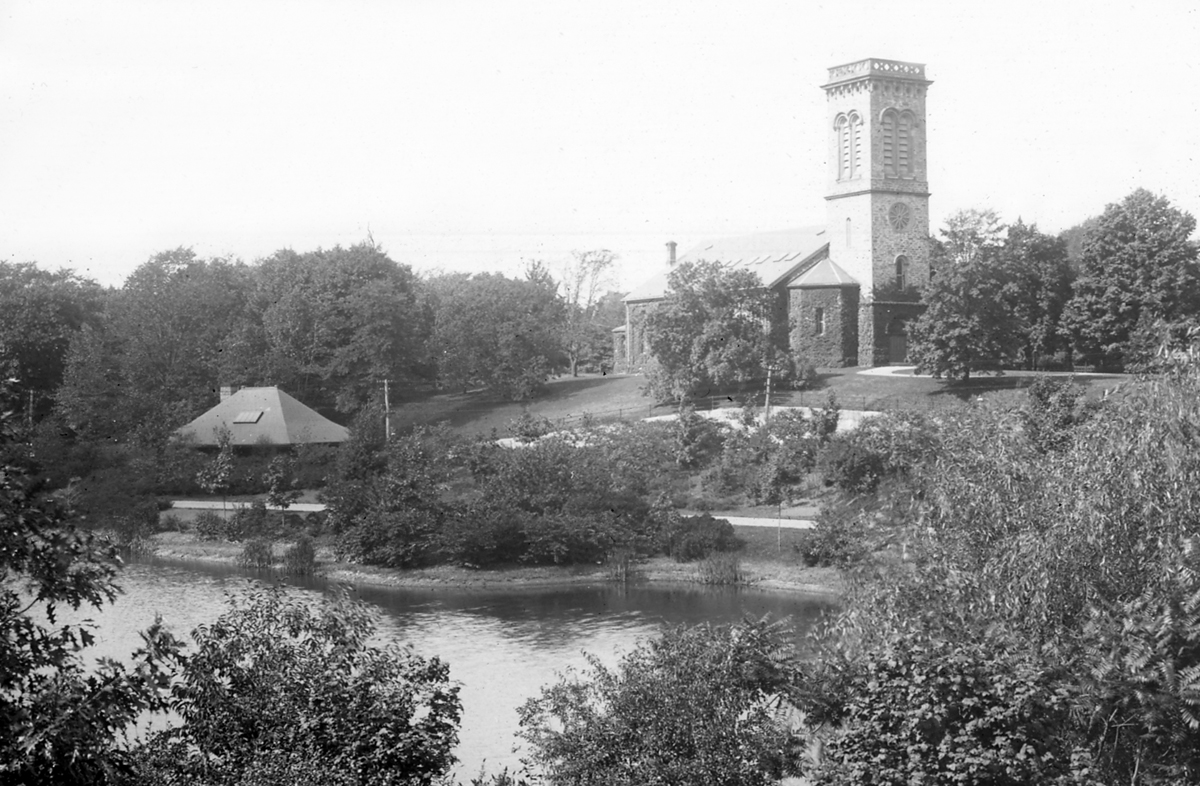
希尔斯教堂和1893年建的长木站

铁路的很多木质车站建筑被拆除，取而代之的是由亨利·霍布森·理查森和雪普莉、穆坦和柯立芝设计公司设计的石质建筑。环境美化由弗雷德里克·罗·奥尔姆斯特德设计。高地支线上所有车站，包括长木站和礼拜堂站，都在1883年至1894年间重建。
1892年4月，波士顿至奥尔巴尼铁路请求马萨诸塞州铁路委员会批准他们将两座旧车站合并，在他们之间设立一座新车站。铁路公司认为，由于灯塔街线有轨电车开通，这两座旧车站由于地理原因，使用率低，因此希望将它们合并。委员会在对线路布局进行分析并对居民及乘客抽样调查后，同意了车站合并请求。
1893年初，波士顿至奥尔巴尼铁路委托雪普莉、穆坦和柯立芝设计公司在长木建造新车站。新车站设计较为简单，车站总体呈长方形，并有石质屋顶，1893年7月开工建造，并于1894年5月竣工。

### 轻轨改造

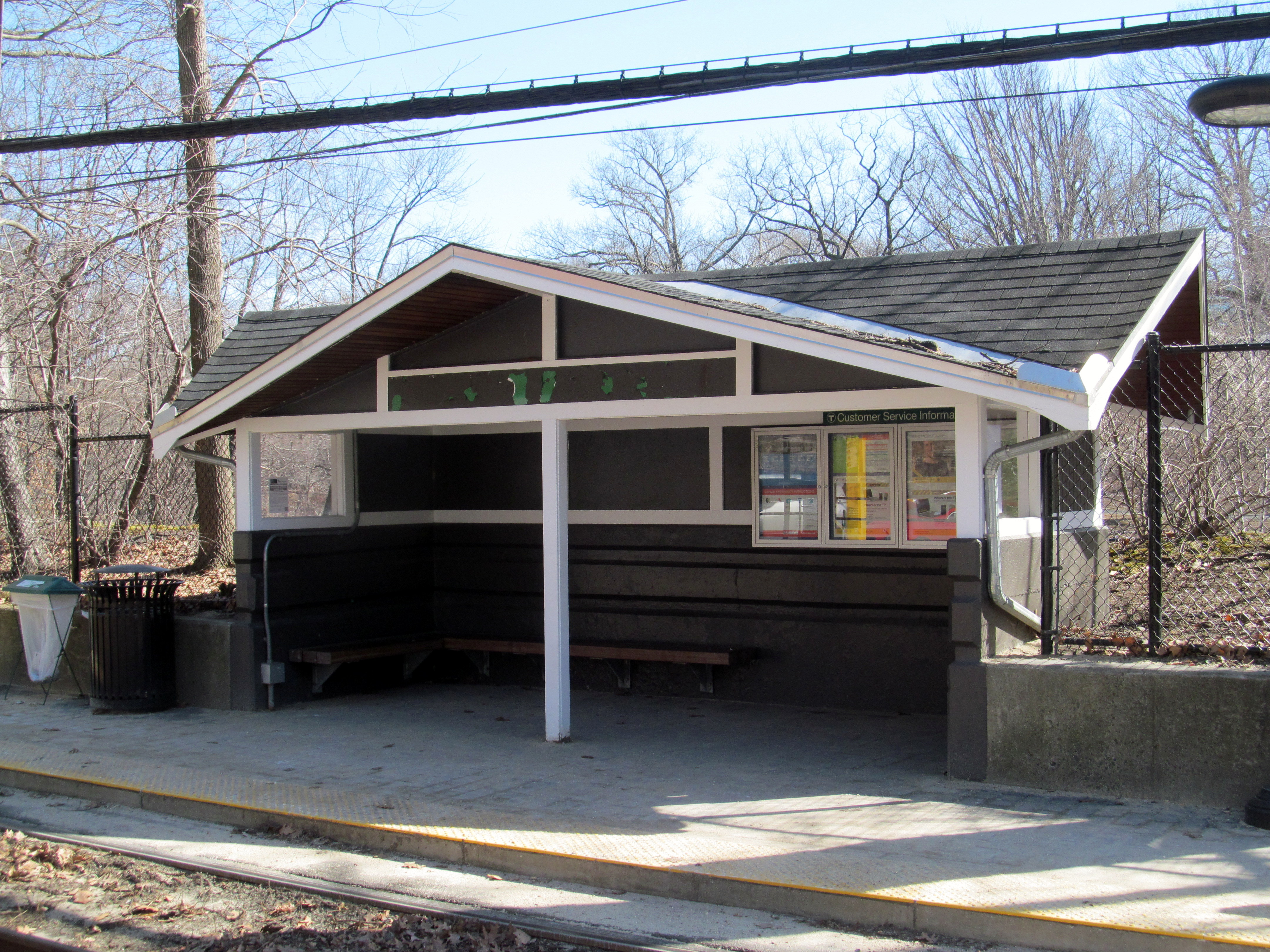
1959年，木制雨棚取代了的原有的石头车站

1957年6月，马萨诸塞州立法机构通过法案批准大都会交通署收购几乎破产的紐約中央鐵路公司，并将铁路改造成有轨电车。火车客运服务于1958年5月31日终止，并迅速进行改造。1959年7月4日波士顿轻轨绿线D支线开通。原建于1893年的车站被拆除，改造成小型停车场。

### 改造翻新
布鲁克莱恩村和长木大道车站改造期间，长木车站和布鲁克莱恩村站升级改造，增强无障碍便利性。车站站台升高，与轻轨列车车厢内地面高度匹配。起初，马萨诸塞湾交通局只希望在礼拜堂街入口增加轮椅斜坡，该设计显然仍不方便，于是河道公园侧也增加了斜坡。翻新工程于2007年7月23日开始，于2009年第二季度竣工。

## 车站结构
| G 街道/站台层 | 侧式站台，右侧开门 | 侧式站台，右侧开门      |
| G 街道/站台层 | 出城               | 往河滨 （布鲁克莱恩村） |
| G 街道/站台层 | 入城               | 往政府中心 （芬威）     |
| G 街道/站台层 | 侧式站台，右侧开门 |                         |